# Pastas del consejo

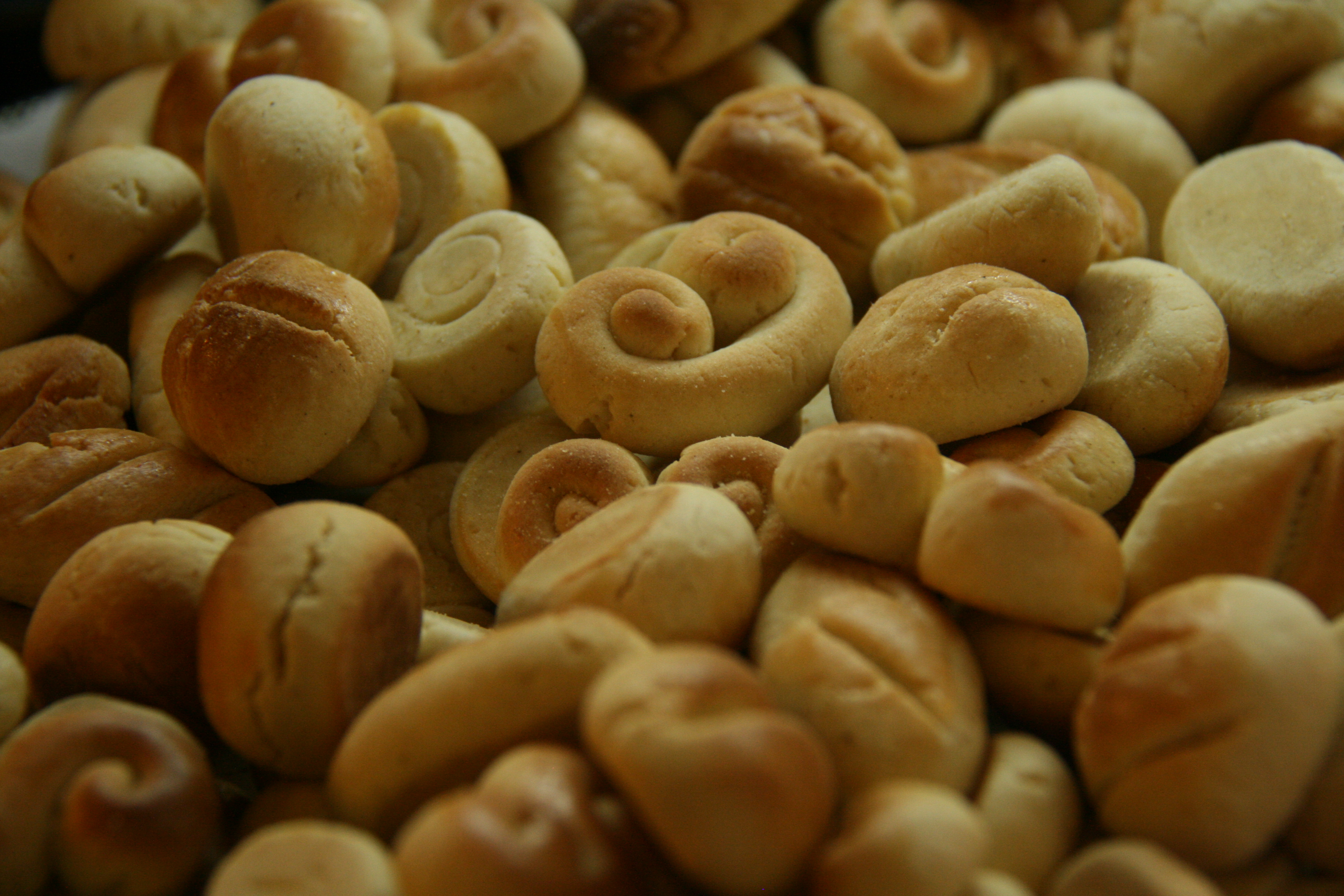
Detalle de las Pastas del consejo en el "El riojano"".

Pastas del consejo (denominadas también como pastas del Senado) son unos dulces típicos de Madrid elaboradas por una de las pastelerías más antiguas de Madrid. Están relacionadas históricamente con "El Riojano" (pastelería) debido a la petición que hacía la casa real de ellas para que Alfonso XIII de niño pudiese asistir al Consejo de Regencia. Otras historias mencionan que eran elaboradas para las sesiones del senado español.

## Características
Este tipo de dulces se presentó en la pastelería madrileña denominada "El Riojano" inaugurada el año 1855 por Dámaso de la Maza y proveedora de la Casa real. La fama de estas pastas vino cuando Alfonso XIII era niño y tenía que asistir obligatoriamente al Consejo de Estado, para que pudiese soportar tan largas reuniones llevaba unas pastas de limón que acabaron denominándose pastas del Consejo. En la actualidad pueden verde estas rosquillas de pequeño tamaño, comparables a una moneda de 5 céntimos de euro.
Ser trata de unas pastas en forma de C (Otras suelen tener forma de anillo) y sabor a limón que fueron llamadas así, porque se elaboraban para servirlas cuando se celebraba el Consejo de Estado.